# Von Mensch zu Mensch
 (mai 2025).
Si vous disposez d'ouvrages ou d'articles de référence ou si vous connaissez des sites web de qualité traitant du thème abordé ici, merci de compléter l'article en donnant les références utiles à sa vérifiabilité et en les liant à la section « Notes et références ».
Albums de Charles Aznavour
König des Chansons
(1967)
Von Mensch zu Mensch (De personne à personne) est le 1er album studio allemand de Charles Aznavour, il est sorti en 1964.
L'album a été réédité en 1965/66 sous le titre Charles Aznavour in Deutschland, sous l'étiquette Barclay.

## Liste des chansons
Les douze pistes de cet album sont :
| 1. | Du übertreibst (Tu exagères)                   | Charles Aznavour, Adapt. Ernst Bader                      | 03:10 |
| 2. | Für mich (For me... Formidable)                | Jacques Plante / Charles Aznavour, Adapt. Ernst Bader     | 02:23 |
| 3. | Playboy's Abschied (Wie es war) (Tu n'as plus) | Charles Aznavour, Adapt. Ernst Bader                      | 03:55 |
| 4. | Deine siebzehn Jahre (Donne tes seize ans)     | Charles Aznavour / Georges Garvarentz, Adapt. Ernst Bader | 02:23 |
| 5. | Was auch kommt im Leben (Plus heureux que moi) | Charles Aznavour, Adapt. Ernst Bader                      | 02:41 |
| 6. | Das (Ça)                                       | Charles Aznavour / Gilbert Bécaud, Adapt. Ernst Bader     | 03:20 |

| 7.  | Du lässt dich geh'n (Tu t'laisses aller)     | Charles Aznavour, Adapt. Ernst Bader                  | 03:41 |
| 8.  | Es war nicht so gemeint (Je t'aime comme ça) | Charles Aznavour / Jeffrey Davis, Adapt. Ernst Bader  | 02:46 |
| 9.  | Warum lässt du mich so allein (Sarah)        | Jacques Plante / Charles Aznavour, Adapt. Ernst Bader | 02:44 |
| 10. | Jugend (Sa jeunesse)                         | Charles Aznavour, Adapt. Ernst Bader                  | 03:34 |
| 11. | Zu spät (Trop tard)                          | Charles Aznavour / Alex Alstone, Adapt. Ernst Bader   | 02:30 |
| 12. | Okay ! - Die Jam (Pour faire une jam)        | Charles Aznavour, Adapt. Ernst Bader                  | 02:46 |